# Asura esmia
Asura esmia är en fjärilsart som beskrevs av Swinhoe 1894. Asura esmia ingår i släktet Asura och familjen björnspinnare. Inga underarter finns listade i Catalogue of Life.